# Sauveur Rodriguez
Pour les articles homonymes, voir Rodriguez.
Sauveur Rodriguez, né le 17 octobre 1920 à Sidi Bel Abbes et mort le 15 février 2013  à Nice, est un footballeur français.

## Biographie
Enfant de Sidi Bel Abbès, il commence à jouer au sortir de la guerre, au Stade français, avant d'être recruté par l'Olympique de Marseille. Évoluant comme défenseur, il est sélectionné en équipe de France pour un match amical, France-Pays-Bas (4-0) à Colombes le 26 mai 1947.
En juillet 1951, il rejoint l'Olympique lyonnais puis part au SO Montpellier pour la saison suivante. Il termine sa carrière à Aïn Témouchent où il avait ouvert une brasserie.
Il décède le 15 février 2013 à l'âge de 92 ans dans un hôpital de Nice, des suites d'une longue maladie.

## Palmarès
- International français A en 1947 (1 sélection)
- Champion de France en 1948 avec l'Olympique de Marseille
- Vainqueur de la Coupe d’Afrique du Nord en 1954 avec l'USSC Témouchent.